# Bradypus torquatus
Il bradipo dal cappuccio (Bradypus torquatus), chiamato in lingua locale Ai, è una specie di bradipo sudamericano.

## Descrizione
Misura fino a 50 cm e pesa fino a 5 kg.
Come tutti i bradipi, ha una testa piuttosto piccola con orecchio esterno quasi assente e coda piccola e seminascosta dalla pelliccia.
La pelliccia di questo bradipo è ruvida e folta e spesso colonizzata da alghe, acari, zecche, scarafaggi ed addirittura da alcune falene.
Deve il nome al colore scuro della pelliccia attorno alla faccia, il collo e le spalle. Il resto della pelliccia è grigiastro.
Sul terreno si trascina con le zampe anteriori ed è formidabilmente lento. È un ottimo nuotatore.
In caso di pericolo, il bradipo dal cappuccio rimane immobile, a volte si appallottola, confidando nel potere mimetico della sua pelliccia. Se messo alle strette, però, può infliggere colpi con i lunghi artigli delle zampe anteriori.

## Distribuzione e habitat
Il bradipo dal cappuccio vive solitario sugli alberi della foresta pluviale atlantica degli stati di Bahia, Espírito Santo e Rio de Janeiro nel Brasile orientale, spesso sugli alberi di Cecropia. Questi animali scendono a terra solo per defecare, oppure per raggiungere un altro albero, nel caso l'operazione non sia possibile andando di ramo in ramo.

## Conservazione
La Zoological Society of London, in base a criteri di unicità evolutiva e di esiguità della popolazione, considera Bradypus torquatus una delle 100 specie di mammiferi a maggiore rischio di estinzione.